# Giacomino Pugliese
Giacomino Pugliese (fl. XIII secolo) fu un rimatore appartenente alla cosiddetta Scuola siciliana, attivo in Italia nella prima metà del XIII secolo.

## Biografia
Non si possiedono notizie biografiche certe su Giacomino Pugliese, il cui nome ci è noto principalmente attraverso le rubriche dei manoscritti che ne tramandano le opere. Secondo alcuni, si potrebbe accostare la sua figura a quella di Iacobus de Morra, potestà di Treviso sotto Federico II, ed in seguito vicario generale nel Ducato di Spoleto. Pare abbia in seguito organizzato una congiura contro l'Imperatore, venendo però sconfitto presso Spello, perdendo in tal modo tutti i suoi beni, che gli furono in seguito restituiti da Papa Innocenzo IV, dai cui ebbe in feudo anche Policastro. L'identificazione è stata rifiutata da Contini (Poeti del Duecento, vol. I p. 145), che ritiene Pugliese un cognome, d'altronde estremamente diffuso in Italia meridionale. In ogni caso, come è confermato da ricerche recenti, la produzione poetica di Giacomino deve essere situata nella fase iniziale della Scuola siciliana.

## Opere
Si possiedono solo sette canzoni e un discordo. I temi cortesi vengono rielaborati in strutture metriche e formali che hanno consentito, assieme ad alcuni riferimenti al canto e alla danza, di avvicinare la produzione di Giacomino alla tradizione giullaresca. Fu probabilmente questo aspetto a consentire a Giacomino un discreto successo nell'Ottocento.
Di recente, è stato scoperto da Giuseppina Brunetti (Il frammento inedito 'Resplendiente stella de albur' di Giacomino Pugliese e la poesia italiana delle origini, Tübingen 2000) un frammento della canzone Ispediente / stella d'albore, che viene ora considerato la più antica attestazione documentaria della Scuola poetica siciliana in quanto risalente agli anni 30 del '200.